# Бабаці
Бабаці́ — село в Україні, у Вишнівській сільській громаді Ковельського району Волинської області. Населення становить 24 особи.

## Історія
Перша згадка — початок XX ст. Походження назви села Бабаці походить, за легендою, від прізвища Бабаць та перших поселень сімей Бабаців.
До 23 грудня 2016 року село підпорядковувалось Вишнівській сільській раді Любомльського району Волинської області.

## Населення
Згідно з переписом УРСР 1989 року чисельність наявного населення села становила 46 осіб, з яких 21 чоловік та 25 жінок.
За переписом населення України 2001 року в селі мешкали 23 особи. 100 % населення вказало своєю рідною мовою українську мову.